# Adolf Groll
Adolf Groll (Adolphus a Sancto Georgio, křestním jménem Georg) (16. dubna 1682 Kroměříž – 24. listopadu 1743 Győr) byl piaristický řeholník, učitel, filolog, generál piaristického řádu, biskup v Győru.

## Život
Pocházel z chudé rodiny. Ve čtrnácti letech, dne 4. října 1696, se stal piaristickým novicem a o dva roky později složil řeholní sliby v Lipníku nad Bečvou. Studoval filozofii a teologii v řádových školách v Litomyšli a v Mikulově. Mezitím se zvláštní pílí studoval evropské a východní jazyky, zejména hebrejštinu, jejíž se stal vynikajícím odborníkem. Dobře se orientoval v Talmudu a rabínské literatuře. Jeho dílo o pravdě křesťanské víry, psané v hebrejštině, a jeho výklady k žalmům vyšly také tiskem. Podle zvyku svého řádu vyučoval na několika středních školách v Litomyšli, v Mikulově a Vídni, nejprve v nižších a poté ve vyšších třídách. Učeného řeholníka, který měl vynikající kázání, si všiml vídeňský biskup František Ferdinand von Rummel (1705–1716), který si ho vybral za svého zpovědníka a rádce, a poté jeho nástupce vídeňský arcibiskup Sigismund von Kollonitz. V roce 1718 se stal rektorem piaristické koleje ve Vídni.
Na generální kapitule (latinsky capitulum generale) piaristického řádu konané v Římě roku 1724, kde byl delegátem (latinsky vocalis) německé provincie (latinsky Provincia Germaniae), byl zvolen generálem řádu. (Byl prvním a na dlouhou dobu jediným neitalským člověkem v této funkci.) Po svém zvolení navštívil nejen provincie Řím a Neapol, ale podnikl i vizitační cestu po střední Evropě včetně Maďarska (v roce 1726). Poté, co nebyl na další kapitule řádu (1730) znovu zvolen, byl dne 8. září 1733 jmenován biskupem diecéze Győr a v roce 1734 mu bylo uděleno maďarské občanství. Protože jako lingvista již znal mnoho evropských a východních jazyků, ovládal i maďarštinu a při svých zájezdech kázal slovo Boží v tomto jazyce. Jako biskup udržoval úzké vztahy s maďarskými piaristy, které zaměstnával jako učitele v diecézním semináři. Byl horlivým pastýřem své diecéze.

## Dílo
- ʿEd ṿe-aluf, Frankfurt, 1709
- Francken über Francken: das ist: Die Herzlichkeit der edlen Fränckischen Nation in der Kirchen Gottes über die Herzlichkeit eben derselben Nation in der Welt, an dem gewöhnlichen fränkischen Fest-Tag deren heiligen Kiliani, Colonati und Tot, Wien, 1716.
- Predig von dem heiligen Francisco de Sales, Bischoffen und Fürsten zu Genff, des dritten Ordens S. Francisci de Paula, Wien, 1719.
- Rudimenta doctrinae christianae pro ecclesia dioecesi Jauriensi, Jaurini, 1734. – Horvát fordítása: Kratka sprava nauka kerschianzkoga, od veliko miloztiunoga, y veliko poztovanoga gospodina Adolpha, Jurzokoga biskuppa, ford. Juraj Damšić, Wiener Neustadt, 1744. – Reprint: Eisenstadt, 1994, s. a. rend. Alojz Jembrih.
- Psalmi Davidici cum exegesi et phraseologia ad textum Hebraeum praemisso propylaeo psalmodico, Pars 1-2, Vindobonae, 175